# Earl Watson
Earl Joseph Watson Jr. (Kansas City, Kansas, 12 de juny de 1979), és un entrenador i exjugador de bàsquet professional estatunidenc que és entrenador assistent dels Toronto Raptors de la National Basketball Association (NBA)

## Carrera

### Universitat
Earl Watson va anar a la Washington High School a Kansas City per després matricular-se el 1997 a UCLA, on va compartir les seves dues primeres temporades amb Baron Davis. Earl va jugar als Bruins des de la temporada 1997-98 fins a la 2000-01.
Com a freshman va fer una mitjana de 5,8 punts, 3,7 rebots i 3,2 assistències; en la seva segona temporada va millorar notablement els seus números amb 13,3 punts, 3,7 rebots i 4,6 assistències. A la 1999-00, com a júnior, es va mantenir en les seves xifres amb 11,4 punts, 3,9 rebots i 5,9 assistències. La seva última temporada va ser la millor a la NCAA, va fer de mitjana 11,4 punts, 3,7 rebots, 5,2 assistències i 1,9 robatoris.
Watson va aconseguir el rècord de partits com a titular a la universitat, amb 129, sobrepassant l'anterior marca de 127 de Don MacLean (1989-92). Tots els partits que va disputar amb UCLA els va jugar de titular. Va acabar 1r a la classificació històrica de robatoris amb 235, i va ser el 2n jugador en la història d'UCLA a aconseguir les 600 assistències i els 200 robatoris. El primer a aconseguir-ho va ser Tyus Edney.
Va ser nomenat All-Pac-10 i va ser inclòs en el Millor Quintet All-District 15 per l'NABC. El seu millor partit el va fer davant North Carolina amb 30 punts.

### NBA
Watson va ser elegit pels Seattle SuperSonics en el lloc 39è a la 2a ronda del draft de l'NBA del 2001. En els Sonics no va comptar amb massa oportunitats, i després de fer una mitjana de 3.6 punts i 2 assistències va signar amb Memphis Grizzlies com a agent lliure. Amb Hubbie Brown va treure bon profit de les seves qualitats. A la temporada 2002-03 hi va fer de mitjana 5,5 punts, 2,1 rebots i 2,8 assistències. Milloraria en els dos anys posteriors com a suplent de Jason Williams, amb 5,7 punts, 2,2 rebots, 5 assistències i 7,7 punts, 2,1 rebots i 4,5 assistències, respectivament. A més va jugar playoffs en ambdues temporades.
El 7 de setembre de 2005 Watson va signar amb Denver Nuggets un contracte de 5 temporades. A Denver només hi va durar mitja temporada i va ser traspassat a la franquícia que el va veure debutar, Seattle Supersonics, en una operació a quatre bandes. Va disputar 24 partits amb Seattle en els quals va fer-hi uns magnífics 11.5 punts, 3 rebots i 5.4 assistències.
A la temporada 2005-06 hi va fer de mitjana 9.4 punts, 2.4 rebots i 5.7 assistències. Després de ser tallat per Oklahoma City Thunder el 17 de juliol de 2009, a finals de mes va signar amb els Indiana Pacers.